# Villa del Carmen
Villa del Carmen è una città dell'Uruguay di 2.692 abitanti (censimento 2011), nella parte centro-meridionale del dipartimento di Durazno.

## Geografia fisica
La città è situata sulla Cuchilla del Carmen a ridosso delle sponde del torrente Maestre Campo.

## Storia
Fondata il 10 giugno 1874 dall'allora presidente José Eugenio Ellauri con il nome Carmen, la città si distinse nei decenni seguenti per la falegnameria e, soprattutto, l'attività vinicola tramite le coltivazioni di André Faraud.
Il 4 luglio 1908 il suo status venne elevato a villaggio cambiando il nome in Pueblo del Carmen. Il 29 aprile 1975   cambiò nuovamente status divenendo "città" ed assumendo l'attuale nomenclatura.

## Economia
L'attività predominante è la viticoltura che supera l'agricoltura tradizionale in quanto a impiego. La zona conta 100 ettari di vigneti suddivisi in 5 aziende vinicole e due cantine.

## Infrastrutture e trasporti
Villa del Carmen si trova all'intersezione delle linee 14 e 42, 55km ad est della città di Durazno.